# Heliotropium messerschmidioides

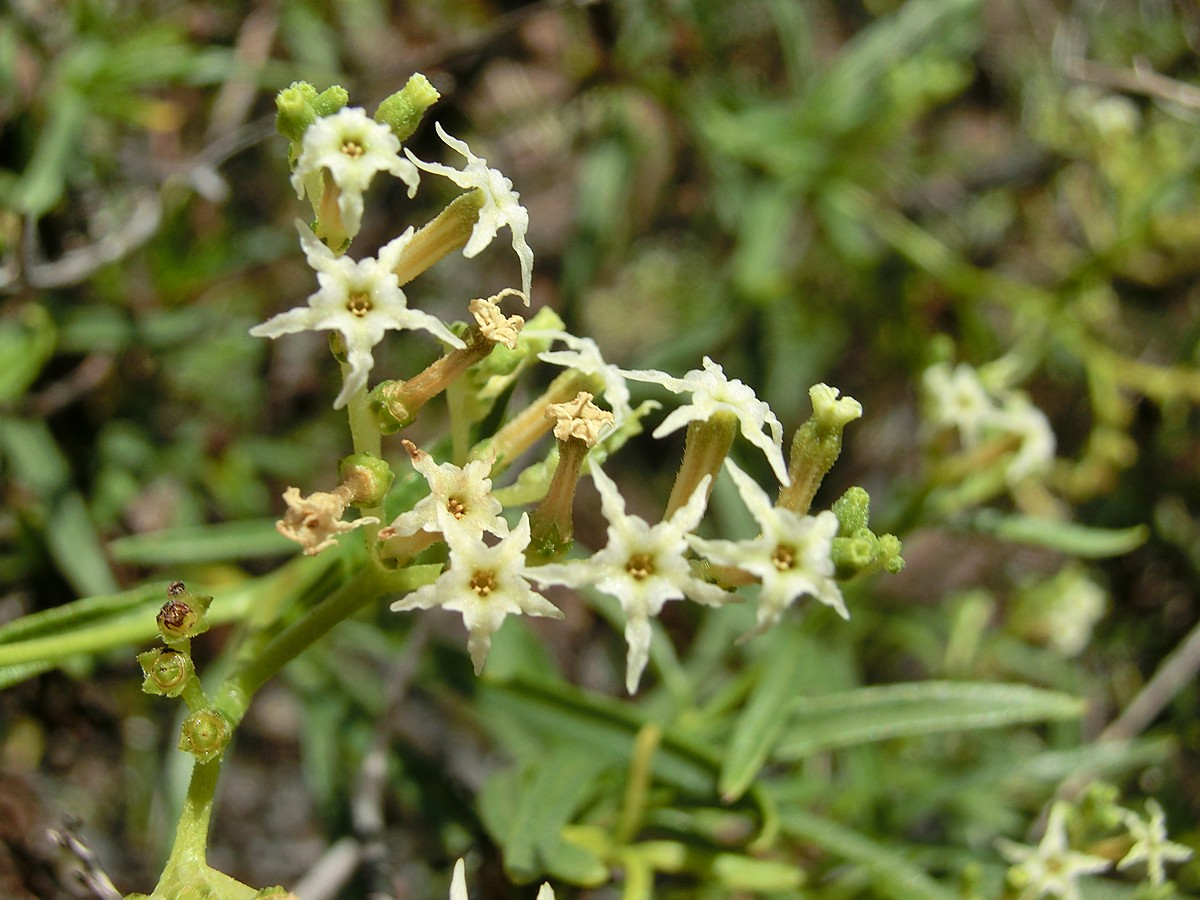
Blüten von Heliotropium messerschmidioides

Heliotropium messerschmidioides (Syn.: Ceballosia fruticosa) ist eine Pflanzenart aus der Gattung Heliotropium. Ein deutschsprachiger Name ist Strauchige Ceballosie.

## Beschreibung
Heliotropium messerschmidioides ist ein lockerer Halbstrauch, der Wuchshöhen von 1 bis über 3 Meter erreicht. Die Stängel sind manchmal behaart. Die kurz gestielten, spitzen und rauen Laubblätter sind schmal eilanzettlich bis lanzettlich oder lineal-eilanzettlich 
Der endständige, rispige Blütenstand besitzt kleine Hochblätter. Die kurz gestielten, stieltellerförmigen, fünfzähligen und zwittrigen Blüten duften und sind unauffällig grünlich-weiß oder gelblich gefärbt. Die rippige Kronröhre ist schmal, lang und außen behaart. Die ausladenden Kronzipfel sind spitz. Der Kelch ist nur klein mit spitzen Zipfeln. Die Staubblätter am Schlund und der Griffel sind eingeschlossen. Es ist ein Diskus vorhanden.
Die Klausen sind runzelig, fleischig und in der Reifezeit schwarz.
Die Blütezeit reicht in der Regel von Februar bis September, die Art kann aber das ganze Jahr über blühen.

## Vorkommen
Heliotropium messerschmidioides ist auf den Kanarischen Inseln endemisch. Sie wächst in einer Vegetation, die als Sukkulentenbusch bezeichnet wird.

## Systematik
Heliotropium messerschmidioides wurde von Carl Ernst Otto Kuntze 1891 in Revis. Gen. Pl. 2: 438 erstbeschrieben.
Synonyme sind Ceballosia fruticosa (L.f.) G.Kunkel ex Förther, Messerschmidia fruticosa L.f., Messerschmidia floribunda Salisb., Messerschmidia angustifolia Lam., Tournefortia angustifolia (Lam.) Roem. & Schult., Tournefortia fruticosa (L.f.) Ker Gawl., Tournefortia messerschmidia Sweet.